# 保元新制
保元新制（ほうげんのしんせい）とは、保元元年閏9月18日（1156年11月2日）に出された宣旨7ヶ条のこと。保元元年令とも。また、翌保元2年3月17日（1157年4月27日）に出された太政官符5ヶ条及び同年10月8日（1157年11月11日）宣旨35ヶ条との総称として用いられる場合もある。荘園整理令として重視する観点からは保元の荘園整理令と呼ばれる場合もある。

## 内容
『兵範記』保元元年閏9月18日条、及び壬生家文書（宮内庁書陵部所蔵）にその内容が記されている（なお番号は便宜上のものである）。
1. 一、可令下知諸国司、且従停止、且録状、言上神社仏寺院宮諸家新立庄園事、
2. 一、可令下知諸国司停止、同社寺院宮諸家庄園本免外加納余田并庄民濫行事、
3. 一、可令且下知本社、且諸国司停止諸社神人濫行事、
4. 一、可令仰本寺并国司、停止諸寺諸山悪僧濫行事、
5. 一、可令下知諸国司、停止国中寺社濫行事、
6. 一、可令下知諸社司、注進社領并神事用途事、
7. 一、可令下知諸寺司、注進寺領并仏用途事、

## 概要
前年久寿2年7月24日（1155年8月23日）に践祚した後白河天皇は、保元元年7月の鳥羽法皇の死をきっかけとした兄崇徳上皇との治天の君の地位を巡る争いに軍事力を動員して勝利した（保元の乱）。その勢いに乗じた後白河天皇と信西ら側近集団は新体制の確立を図るために出したのが、この新制である。
第一条の冒頭に「九州之地者一人之有也、王命之外、何施私威」（九州（＝全国土）は一人（＝治天の君）の所有である。王命以外に誰が私的な威光を示すことが許されるであろうか）と述べて王土思想を前面に掲げ、非律令制的な土地所有形態である荘園（私領）の存在を前提として、全ての公領・私領の最終的な支配者は天皇あるいは最上級の権門である「天皇家」の家長としての治天の君（上皇・法皇の場合もあり得る）であることを明確に宣言した。これは、天皇（治天の君）が公的な政府機構の最高位者であると同時に私的集団である各種権門（荘園領主）を統制・利害調整する最高位者であるとする自らの位置づけを図ったものであった。ただし、住吉社に通達された「壬生家文書」では第一条が除外されており、荘園領主に直接宣言したのではなく、国司宛の官符として朝廷内部に向けて為されたものである。この文言は平将門の乱の際の追討太政官符にある「一天の下、寧んぞ王土あらざらん。九州の内、誰か公民あらざらん」という文章に基づき、信西らは将門の乱の時と同様王権の危機を乗り越えるために、虚勢に近いほど強烈な言葉をもって後白河の王権を支えようとしたとみられる。
第一条と第二条はいわゆる荘園整理令に相当し、第一条は後白河天皇が践祚した久寿2年7月24日以後に宣旨を持たずに立てられた荘園を停止し、新立を認めないとした。これによって荘園設置の許認可権を天皇の手中に収めることで荘園規制を行おうとしたのである（「王土思想」の強調はその根拠を同思想に求めたと考えられている）。第二条は既存荘園の本免以外の加納余田及び荘民に濫行の停止を命じた。当時において深刻であったのは新立荘園の増加よりも既存の荘園に住む荘民が「出作」・「加納」と称して荘園の四至の外側にある公田を耕作して、最終的に耕作した公田を荘民の土地の一部と主張して国司の影響力を排除して強引に荘園の一部に編入する行為がしばしば行われていたことが問題視されていた。新立よりもより取締が困難な出作・加納の規制に本格的に取り組もうとしたのが第二条の意図であった。第三条から第五条は寺社及びそこに属する神人や悪僧による濫行を規制したもので、第一条にしても第二条にしても問題となる行為の発生は宗教的な権威を背景として公権力の介入を拒んできた社寺勢力とその荘園が舞台になっていることを朝廷側も認識した上で、彼らに対する威圧を目的としたものであった。第三条は神社・神人に向けて、第四条は寺院・悪僧に向けて出され、第五条は国司に対して、自国内の寺社による濫行を規制するための措置を命じている。第六条と第七条は寺社の荘園拡大を規制するために、寺社がその主たる宗教活動である神事・仏事にかかる必要経費を予め報告させるように命じたもので、宗教活動の維持を名目とした荘園の拡大・新立を防ぐ意図があり、第六条は神社（伊勢神宮以下主要22社）に向けて、第七条は寺院（東大寺以下主要10ヶ寺）に向けて命じている。
これに続いて、翌10月には記録荘園券契所が復活され、荘園に関する審査が実際に行われた。更に保元2年3月17日には新制の実施意図の徹底のために既に第一条から第五条までがほぼそのままで改めて太政官符として改めて発令された。続いて同年10月8日には荘園整理以外の分野にも広げた第二次の新制35ヶ条が出された。ただし、この35ヶ条に関する記録は伝わっておらず、後世の新制や記録から12ヶ条程の内容が判明しているに過ぎない。それによれば寺社規制に加えて、京都市中の犯罪取締や過差取締による治安・風俗規制、朝廷公事の振興などの政治・治安の再建政策が中心であったと考えられている。また、同年には内裏の再建が行われたが、その時の造営費用は全ての公領・私領の支配者である後白河天皇の宣旨に基づく一国平均役として公領・私領の区別なく賦課され、違反する荘園には没収や領家の交替を行うことが布告された。
この新制が後白河天皇の親政及び院政の基調となる法令であり、その後の治承新制・文治新制・建久新制と並んで後白河天皇（法皇）を中核とする朝廷政治の基本路線とされたが、だが保元新制が出された当時、鳥羽法皇が後継に指名した後白河の皇太子守仁親王（二条天皇）こそが正統な治天の君であり、崇徳・後白河ともに治天の君の資格を最初から持っていないという見方もあった。治天としての安定性に欠けた後白河の政治的立場が安定して院政を軌道に乗せるためには平治の乱や二条天皇崩御などの諸事件を経る必要があった。